# Literae Humaniores
Literae humaniores è il nome dato ad un corso di laurea incentrato sui Classici (Antica Roma, Antica Grecia, latino, greco antico e filosofia) presso l'Università di Oxford e alcune altre università.
Il nome latino significa letteralmente "la letteratura più umana", ed era in contrasto con l'altro campo principale di studio presente nelle prime università cioè res divinae, ovvero teologia. Literae humaniores si occupa di apprendimento umano, contrapposte a Literae div. dedicate all'apprendimento di ciò che è venuto da Dio. Alle sue origini, le Literae humaniores comprendevano anche la matematica e le scienze naturali. Ora è un corso archetipo di discipline umanistiche e viene colloquialmente chiamato "Greats".